# Mieczysław Borkowski (wojskowy)
Mieczysław Borkowski (ur. 15 grudnia 1927, zm. 10 lutego 2011 w Legnicy) – porucznik Wojska Polskiego, kawaler Orderu Virtuti Militari.
Od 1976 był zaangażowany w prace na rzecz środowiska kombatanckiego, przez kilka kadencji pełnił funkcję prezesa Zarządu Miejskiego Legnickich Kombatantów oraz wiceprezesa i prezesa Zarządów Wojewódzkiego i Okręgowego Związku Kombatantów RP i Byłych Więźniów Politycznych w Legnicy. W latach 1990–1994 był radnym I kadencji Rady Miejskiej Legnicy z ramienia Komitetu Obywatelskiego „Solidarność”, pełnił funkcję wiceprzewodniczącego rady i członka Komisji Budżetu i Finansów. Był doradcą ekonomicznym Zarządu Regionu „Solidarność”. Publikował artykuły w miesięczniku „Polsce Wierni” i gazetach lokalnych.
Został pochowany na Cmentarzu Komunalnym w Legnicy.

## Odznaczenia i wyróżnienia
- Krzyż Srebrny Orderu Virtuti Militari
- Krzyż Komandorski Orderu Odrodzenia Polski
- Krzyż Walecznych
- Krzyż Partyzancki[3]
- Krzyż Armii Krajowej
- Patent Weteranów Walk o Niepodległość Ojczyzny
- Odznaka Zasłużony dla Legnicy (2011 – pośmiertnie)[4]